# Drajlink
Drajlink je stará česká jednotka objemu užívaná pro kapaliny.

## Přepočet
- jeden drajlink = 1240 litrů = 640 pint

## Použitý zdroj
- Malý slovník jednotek měření, vydalo nakladatelství Mladá fronta v roce 1982, katalogové číslo 23-065-82